# Wakayama
Wakayama (japanisch 和歌山市 Wakayama-shi) ist eine Großstadt und Verwaltungssitz der Präfektur Wakayama auf der japanischen Hauptinsel Honshū.
Wakayama besitzt eine Universität und eine medizinische Hochschule. Neben Maschinenbau gibt es hier Baumwoll-, Leder- und pharmazeutische Industrie. Die Stadt hat 353.299 Einwohner (1. März 2021).

## Geschichte
Nachdem Toyotomi Hideyoshi die Mönche des Negoro-ji besiegt hatte, gab er die Provinz Kii seinem Bruder Toyotomi Hidenaga (豊臣 秀長; 1540–1591). Dieser baute dort eine Burg und gab sie an Kuwayama Shigeharu (桑山重晴, 1586–1596). Im Jahr 1600 setzte Tokugawa Ieyasu Asano Yukinaga (浅野幸長; 1576–1613) dort ein, bis 1619 der 10. Sohn Ieyasus, Tokugawa Yorinobu (徳川頼宣; 1602–1671), die Provinz übernahm und dort eine neue Burg baute. Die Nachkommen bildeten eine der „Drei ehrenwerten Familien“ (Gosanke), die dann dort bis zur Meiji-Restauration regierten.

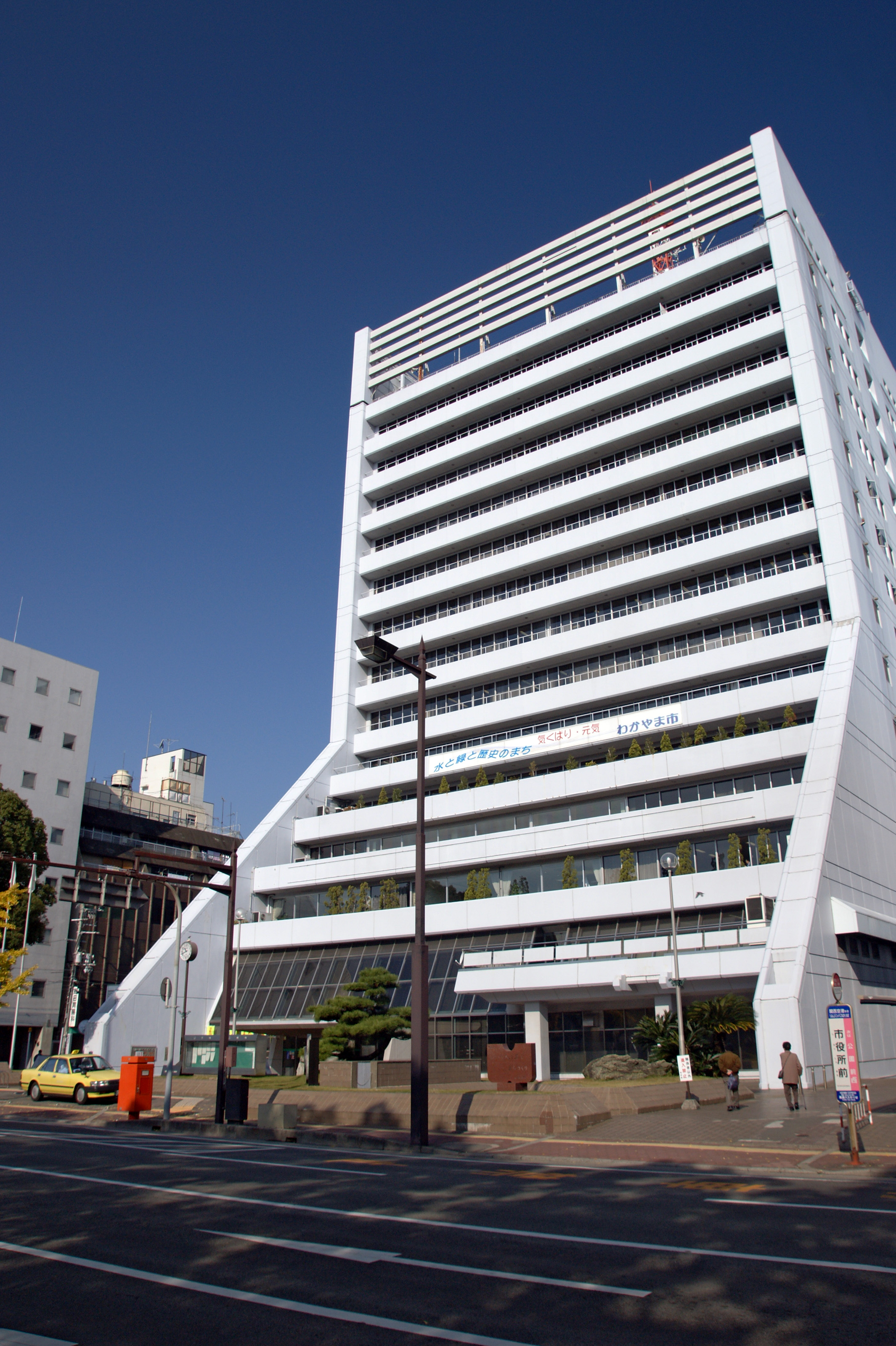
Rathaus von Wakayama

1713 gründete der 5. Fürst Tokugawa Yoshimune eine Han-Schule, die zunächst Kōyakujo (講訳所), ab 1716 dann Kōdō(講堂) hieß. Dort lehrten u. a. Itō Jinsai und Kinoshita Jun’an, unter dem Gion Nankai studierte. Es war die bekannteste Han-Schule im Lande, bis sie einen Niedergang erlebte. 1790 baute der 10. Fürst Tokugawa Harutomi (徳川治宝; 1771–1853) die Schule wieder auf und ließ dazu noch eine dem Konfuzius geweihte Halle unter dem dafür üblichen Namen „Seidō“  (聖堂) errichten. Im folgenden Jahr erhielt die Schule ihren endgültigen Namen Gakushūkan (学習館). 1866 wurde sie in den Stadtteil Okayama südlich der Burg verlegt. Heute befindet sich dort die zur Universität Wakayama gehörende Grund- und Mittelschule.

## Geografie
Wakayama liegt am Kii-Kanal an der Mündung des Flusses Kinokawa. Am nördlichen Ende des Kanals zwischen der Insel Awaji in der Kitan-Meerenge befinden sich die vier Inseln von Tomogashima.

## Sehenswürdigkeiten
- Burg Wakayama (和歌山城 Wakayama-jō)

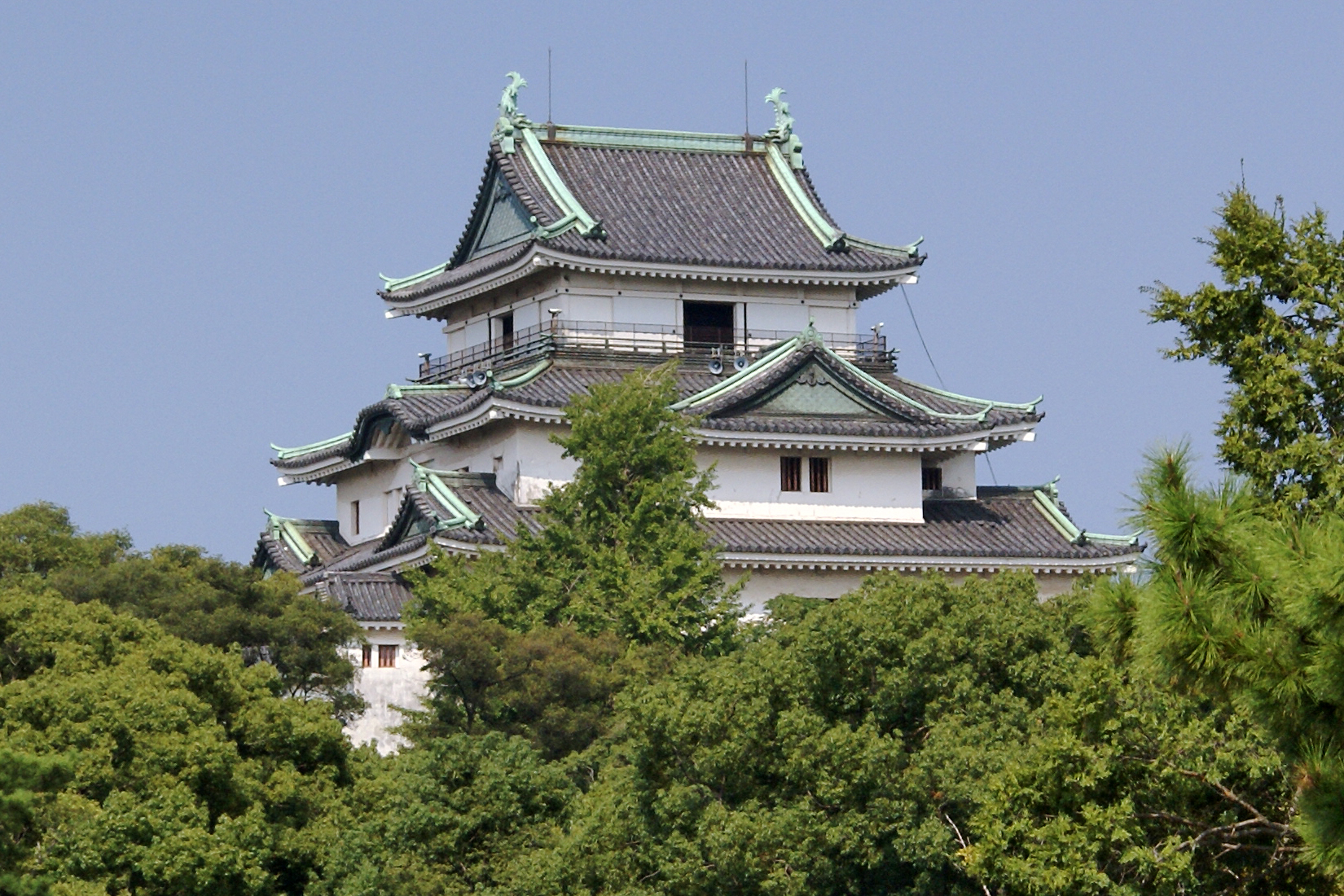
Burg Wakayama

- Präfekturmuseum Wakayama (和歌山県立博物館 Wakayama-kenritsu hakubutsukan)
- Präfekturmuseum für moderne Kunst (和歌山県立近代美術館 Wakayama-kenritsu kindai bijutsukan)
- Yōsui-Park (養翠園 Yōsui-en)
- Der Kimii-dera (紀三井寺), ein Tempel des Saigoku-Pilgerweges

## Städtepartnerschaften
Bakersfield, Kalifornien, USA (seit 1961)
 Richmond, British Columbia, Kanada (seit 1973)
 Jinan, Volksrepublik China (seit 1983)
 Jeju, Südkorea (seit 1987)

## Persönlichkeiten
- Shinkei (1406–1475), buddhistischer Geistlicher und Dichter
- Yoshimune Tokugawa (1684–1751), 8. Shōgun
- Miyake Yonekichi (1860–1929), Archäologe und Pädagoge
- Sugimura Sojinkan (1872–1945), Journalist, Essayist und Haiku-Dichter
- Shimazono Junjirō (1877–1937), Mediziner
- Paul Yoshiyuki Furuya (1900–1991), Bischof
- Shirō Hashizume (1928–2023), Schwimmer
- Sawako Ariyoshi (1931–1984), Schriftstellerin
- Nobuaki Kobayashi (1942–2019), mehrfacher Billard-Weltmeister
- Shōko Sugitani (* 1943), Pianistin
- Hitomi Katagiri (* 1958), Opernsängerin
- Hyde (* 1969), Sänger
- Katsuyuki Konishi (* 1973), Synchronsprecher
- Masato Tanaka (* 1973), Wrestler
- Nami Tamaki (* 1988), Sängerin
- Yoshito Matsushita (* 1989), Fußballspieler
- Jun Kamita (* 1992), Fußballspieler
- Ryota Kuwajima (* 1992), Fußballspieler
- Shūichi Yoshida (* 2001), Handballspieler

## Verkehr
- Zug
  - JR Kisei-Hauptlinie
  - JR Wakayama-Linie
  - JR Hanwa-Linie
  - Nankai-Hauptlinie

- Straße:
  - Hanwa-Autobahn
  - Nationalstraße 24, 26, 42

## Angrenzende Städte und Gemeinden
- Kinokawa
- Kainan
- Iwade